# Capazes
Capazes é uma associação feminista portuguesa, criada em 2014, pelas apresentadoras de televisão Iva Domingues e Rita Ferro Rodrigues, inicialmente denominada Maria Capaz. No seu primeiro mês online, o website Maria Capaz, atingiu um milhão de visualizações.

## Surgimento
Criada em Dezembro de 2014, com nome inspirado numa canção da rapper Capicua, Maria Capaz nasceu como um website, ou plataforma, abertamente feminista de luta pelos direitos das mulheres. Rita Ferro Rodrigues explica a sua criação com expressões como: «as notícias dão conta de desigualdades salariais; obstáculos em chegar a cargos de chefia; violência doméstica com números gritantes». O lançamento do website, contou com os testemunhos de algumas figuras públicas e artigos de mais de 80 mulheres, entre fotógrafas, poetas, historiadoras, jornalistas, actrizes, pintoras, arquitectas, etc., que criaram trabalhos com base na suas áreas. Entre estas estão, por exemplo, a jornalista Maria Elisa Domingues, as actrizes Maria Rueff, Inês Castel-Branco e Jessica Athayde, a apresentadora Leonor Poeiras, a pintora Ana Vidigal, a historiadora Irene Pimentel, a deputada Isabel Moreira e a cantora Blaya. A sua primeira entrevistada, foi Catarina Furtado. O website alcançou mais de um milhão de visualizações no primeiro mês. No final de 2015, a plataforma mudou o nome para Capazes.

## Actualidade
Desde o final de 2015, sob o nome Capazes, identifica-se como uma «Associação Feminista que tem como objectivo promover a informação e a sensibilização da sociedade civil para a igualdade de género, defesa dos direitos das mulheres e empoderamento das mesmas, definindo-se assim como entidade promotora de uma ocupação igualitária das mulheres no espaço público.»

## Prémios
- 2015 — Prémio Arco-íris[7]